# رافاييل فرنانديز بيريز
رافاييل فرنانديز بيريز (بالإسبانية: Rafael Fernández Pérez)‏ (13 يونيو 1980 في إسبانيا - ) هو لاعب كرة الصالات ‏ ولاعب كرة قدم إسباني في مركز حراسة المرمى. شارك مع منتخب إسبانيا لكرة القدم داخل الصالات. أما مع النوادي، فقد لعب مع ElPozo Murcia FS ‏ وInter FS ‏ وValencia FS ‏ وCFS Bisontes Castellón ‏.

## وصلات خارجية
- رافاييل فرنانديز بيريز على موقع الاتحاد الأوربي (الإنجليزية)